# Maléolo (arma)
El maléolo era un artificio incendiario, similar a la falárica, que se usó mucho en tiempo de los romanos y en la Edad Media.
Tenía forma de dardo, con un ensanchamiento hacia su parte media, que se llenaba de estopa, combinada con una mezcla hecha de aceite, pez, resina y azufre. Se empleaba principalmente en la defensa de plazas, para destruir las máquinas balísticas y las torres de aproche del sitiador.
Vegecio lo define en los siguientes términos: Malleoli velut sagiltae sunt, et ubi adhaeserint, quia ardentes veniunt, universa conflagrat.